# Superlega (2024/2025)
Superlega 2024/2025 (oficjalna nazwa ze względów sponsorskich: SuperLega Credem Banca 2024/2025) – 80. sezon mistrzostw Włoch w piłce siatkowej zorganizowany przez Lega Pallavolo Serie A. Zainaugurowany został 29 września 2024 roku.
W Superlega w sezonie 2024/2025 uczestniczyło 12 drużyn. Do najwyższej klasy rozgrywkowej dołączył mistrz Serie A2 Yuasa Battery Grottazzolina.
Rozgrywki składały się z fazy zasadniczej oraz fazy play-off, która wyłoniła mistrza Włoch.
Sponsorem tytularnym rozgrywek był bank Credem Banca.

## Drużyny uczestniczące
| Superlega 2024/2025 | Superlega 2024/2025 | Superlega 2024/2025 |                  |
| --- | ------------------- | ------------------- | ---------------- |
| Sir Susa Vim Perugia | 2                   | mistrzostwo         | Liga Mistrzów    |
| Mint Vero Volley Monza | 5                   | finał               | Liga Mistrzów    |
| Allianz Milano | 6                   | 3. miejsce          | Liga Mistrzów    |
| Itas Trentino | 1                   | 4. miejsce          | Puchar CEV       |
| Cucine Lube Civitanova | 4                   | 5. miejsce          | Puchar Challenge |
| Rana Verona | 7                   | 6. miejsce          |                  |
| Gas Sales Bluenergy Piacenza | 3                   | 7. miejsce          |                  |
| Valsa Group Modena | 8                   | 8. miejsce          |                  |
| Cisterna Volley | 9                   | 9. miejsce          |                  |
| Sonepar Padova | 10                  | 10. miejsce         |                  |
| Gioiella Prisma Taranto | 11                  | 11. miejsce         |                  |
| Awans z Serie A2 |                     |                     |                  |
| Yuasa Battery Grottazzolina | 1                   | mistrzostwo         |                  |
| Oznaczenia: - kolumna druga – miejsce zajęte przez daną drużynę w fazie zasadniczej w poprzednim sezonie, - kolumna trzecia – osiągnięcie danej drużyny w fazie play-off. |                     |                     |                  |

### Awanse i spadki

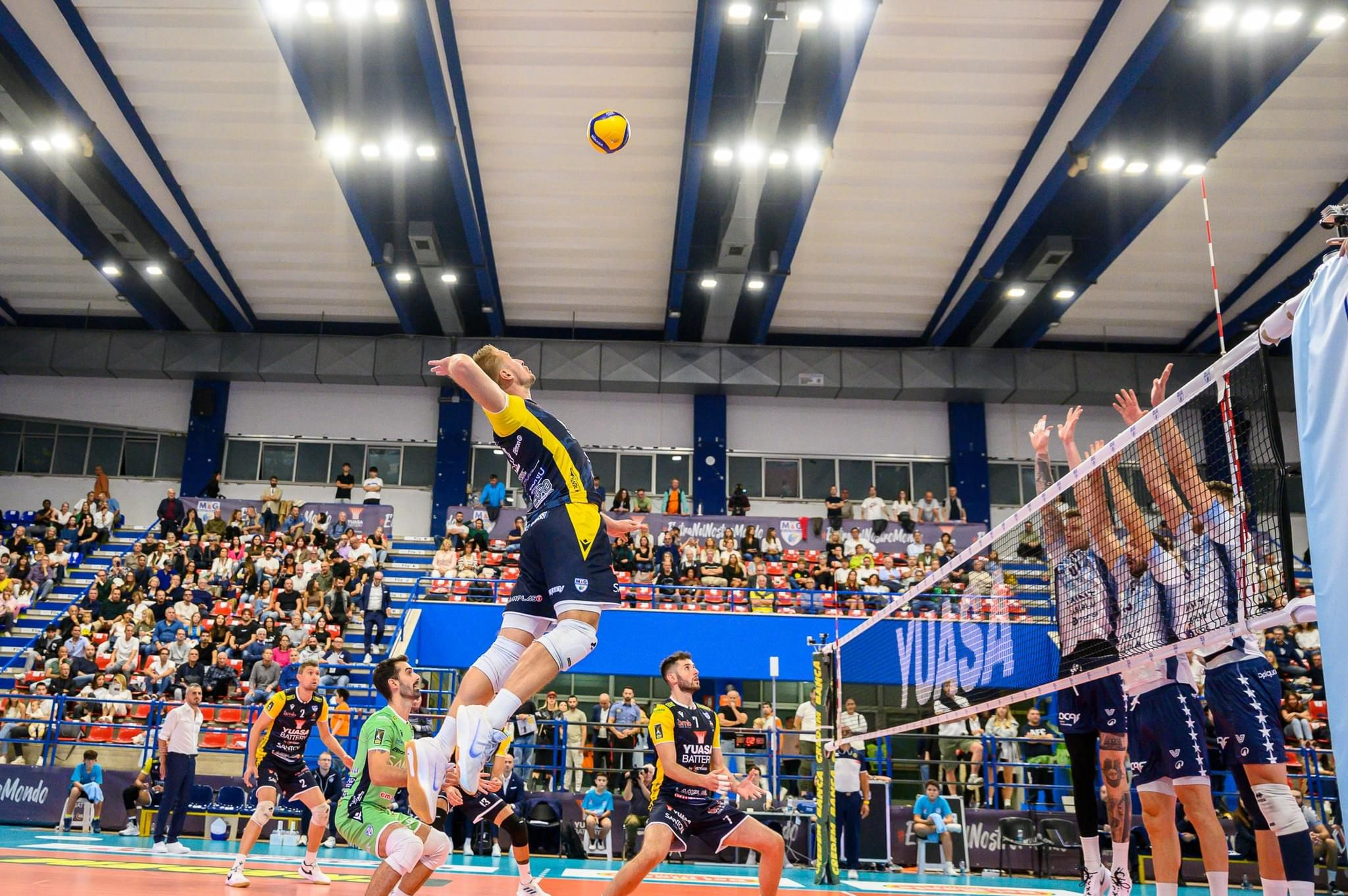
Mecz 1. kolejki Superlega (2024/2025) Yuasa Battery Grottazzolina vs. Mint Vero Volley Monza

| Poz. | Spadek z Superlega 2023/2024 |
| ---- | ---------------------------- |
| 12.  | Farmitalia Catania           |

| Poz. | Awans z Serie A2 2023/2024  |
| ---- | --------------------------- |
| 1.   | Yuasa Battery Grottazzolina |

## Hale sportowe
| Drużyna                      | Hala sportowa                 | Miejscowość        | * |
| ---------------------------- | ----------------------------- | ------------------ | - |
| Allianz Milano               | Allianz Cloud                 | Mediolan           |   |
| Allianz Milano               | Mediolanum Forum (9. kolejka) | Mediolan           |   |
| Cisterna Volley              | Palasport                     | Cisterna di Latina |   |
| Cucine Lube Civitanova       | Eurosuole Forum               | Civitanova Marche  |   |
| Gas Sales Bluenergy Piacenza | PalaBanca Sport               | Piacenza           |   |
| Gioiella Prisma Taranto      | PalaMazzola                   | Tarent             |   |
| Itas Trentino                | ilT quotidiano Arena          | Trydent            |   |
| Mint Vero Volley Monza       | Opiquad Arena                 | Monza              |   |
| Rana Verona                  | Pala AGSM AIM                 | Werona             |   |
| Sir Susa Vim Perugia         | Pala Barton                   | Perugia            |   |
| Sonepar Padova               | Kioene Arena                  | Padwa              |   |
| Valsa Group Modena           | PalaPanini                    | Modena             |   |
| Yuasa Battery Grottazzolina  | PalaSavelli                   | Porto San Giorgio  |   |
| Źródło:                      |                               |                    |   |

## Trenerzy
| Drużyna                      | Trener               | Asystent trenera       | *      |
| ---------------------------- | -------------------- | ---------------------- | ------ |
| Allianz Milano               | Roberto Piazza       | Nicola Daldello        | [ 3 ]  |
| Cisterna Volley              | Guillermo Falasca    | Roberto Cocconi        | [ 4 ]  |
| Cucine Lube Civitanova       | Giampaolo Medei      | Romano Giannini        | [ 5 ]  |
| Gas Sales Bluenergy Piacenza | Ljubomir Travica     | Matteo Bologna         | [ 6 ]  |
| Gioiella Prisma Taranto      | Dante Boninfante     | Samuele Papi           | [ 7 ]  |
| Itas Trentino                | Fabio Soli           | Adriano Di Pinto       | [ 8 ]  |
| Mint Vero Volley Monza       | Massimo Eccheli      | Antonello Andriani     | [ 9 ]  |
| Rana Verona                  | Dario Simoni         | Alessandro Marchesan   | [ 10 ] |
| Sir Susa Vim Perugia         | Angelo Lorenzetti    | Massimiliano Giaccardi | [ 11 ] |
| Sonepar Padova               | Jacopo Cuttini       | Alberto Salmaso        | [ 12 ] |
| Valsa Group Modena           | Alberto Giuliani     | Roberto Ciamarra       | [ 13 ] |
| Yuasa Battery Grottazzolina  | Massimiliano Ortenzi | Mattia Mannini         | [ 14 ] |

### Zmiany trenerów
| Klub                         | Były trener       | Data odejścia           | Powód odejścia                           | Nowy trener      | Data przyjścia          | Link   |
| ---------------------------- | ----------------- | ----------------------- | ---------------------------------------- | ---------------- | ----------------------- | ------ |
| Przed sezonem                |                   |                         |                                          |                  |                         |        |
| Cucine Lube Civitanova       | Romano Giannini   | koniec sezonu 2023/2024 | koniec kontraktu                         | Giampaolo Medei  | przed sezonem 2024/2025 | [ 15 ] |
| Gioiella Prisma Taranto      | Ljubomir Travica  | koniec sezonu 2023/2024 | koniec kontraktu                         | Dante Boninfante | przed sezonem 2024/2025 | [ 16 ] |
| W trakcie sezonu             |                   |                         |                                          |                  |                         |        |
| Gas Sales Bluenergy Piacenza | Andrea Anastasi   | 18.02.2025              | brak oczekiwanych wyników sportowych     | Ljubomir Travica | 19.02.2025              | [ 17 ] |
| Rana Verona                  | Radostin Stojczew | 13.03.2025              | rozwiązanie umowy za porozumieniem stron | Dario Simoni     | 13.03.2025              | [ 18 ] |

## Faza zasadnicza

### Tabela wyników
| Gospodarz \ Gość1            | PER | MON | MIL | TRE | LUB | PIA | VER | MOD | CIS | PAD | TAR | GRO |
| ---------------------------- | --- | --- | --- | --- | --- | --- | --- | --- | --- | --- | --- | --- |
| Sir Susa Vim Perugia         | -   | 3:1 | 3:1 | 2:3 | 3:2 | 3:2 | 3:0 | 3:0 | 3:1 | 3:1 | 3:0 | 3:0 |
| Mint Vero Volley Monza       | 1:3 | -   | 1:3 | 0:3 | 3:2 | 0:3 | 3:1 | 0:3 | 3:2 | 3:1 | 3:2 | 0:3 |
| Allianz Milano               | 1:3 | 3:0 | -   | 1:3 | 3:0 | 3:2 | 1:3 | 0:3 | 3:1 | 3:1 | 3:0 | 3:1 |
| Itas Trentino                | 1:3 | 3:0 | 3:0 | -   | 3:1 | 3:2 | 3:1 | 3:1 | 3:0 | 3:1 | 3:0 | 3:2 |
| Cucine Lube Civitanova       | 3:1 | 3:0 | 3:0 | 3:1 | -   | 3:0 | 3:0 | 3:0 | 3:0 | 3:1 | 3:1 | 3:0 |
| Gas Sales Bluenergy Piacenza | 1:3 | 3:0 | 3:0 | 1:3 | 0:3 | -   | 0:3 | 3:1 | 3:1 | 3:2 | 3:1 | 3:0 |
| Rana Verona                  | 2:3 | 3:0 | 1:3 | 0:3 | 3:1 | 3:0 | -   | 2:3 | 3:2 | 3:1 | 3:0 | 3:2 |
| Valsa Group Modena           | 0:3 | 3:0 | 1:3 | 1:3 | 3:1 | 2:3 | 0:3 | -   | 2:3 | 3:1 | 3:1 | 3:0 |
| Cisterna Volley              | 0:3 | 3:1 | 1:3 | 1:3 | 0:3 | 1:3 | 0:3 | 3:2 | -   | 3:1 | 3:0 | 3:2 |
| Sonepar Padova               | 2:3 | 3:0 | 0:3 | 0:3 | 3:2 | 2:3 | 0:3 | 3:2 | 2:3 | -   | 3:1 | 1:3 |
| Gioiella Prisma Taranto      | 0:3 | 3:2 | 3:0 | 1:3 | 3:2 | 1:3 | 2:3 | 2:3 | 2:3 | 1:3 | -   | 3:1 |
| Yuasa Battery Grottazzolina  | 1:3 | 2:3 | 3:2 | 1:3 | 0:3 | 0:3 | 0:3 | 3:1 | 1:3 | 2:3 | 3:2 | -   |

Źródło: 
1 Drużyna gospodarzy jest wymieniona po lewej stronie tabeli.
Kolory:
  zwycięstwo gospodarzy 3:0 lub 3:1
  zwycięstwo gospodarzy 3:2
  zwycięstwo gości 3:0 lub 3:1
  zwycięstwo gości 3:2

### Terminarz i wyniki spotkań
| Data                                                            | Godz. | Gospodarz                    | Rezultat                                | Gość                         | Widzów | MVP                    | *      |
| --------------------------------------------------------------- | ----- | ---------------------------- | --------------------------------------- | ---------------------------- | ------ | ---------------------- | ------ |
| 1. KOLEJKA                                                      |       |                              |                                         |                              |        |                        |        |
| 28.09.2024                                                      | 20:30 | Cucine Lube Civitanova       | 3:1 (25:22, 22:25, 26:24, 25:17)        | Sonepar Padova               | 2515   | Adis Lagumdzija        | raport |
| 29.09.2024                                                      | 16:00 | Gas Sales Bluenergy Piacenza | 3:1 (25:18, 21:25, 25:23, 25:23)        | Valsa Group Modena           | 2362   | Yuri Romanò            | raport |
| 29.09.2024                                                      | 17:00 | Gioiella Prisma Taranto      | 3:0 (25:21, 25:20, 25:19)               | Allianz Milano               | 1660   | Fabrizio Gironi        | raport |
| 29.09.2024                                                      | 17:30 | Sir Susa Vim Perugia         | 3:0 (29:27, 25:22, 25:21)               | Rana Verona                  | 3964   | Kamil Semeniuk         | raport |
| 29.09.2024                                                      | 18:00 | Cisterna Volley              | 1:3 (25:22, 23:25, 25:27, 16:25)        | Itas Trentino                | 2773   | Riccardo Sbertoli      | raport |
| 29.09.2024                                                      | 19:00 | Yuasa Battery Grottazzolina  | 2:3 (23:25, 25:16, 30:32, 26:24, 9:15)  | Mint Vero Volley Monza       | 2153   | Andrea Mattei          | raport |
| 2. KOLEJKA                                                      |       |                              |                                         |                              |        |                        |        |
| 05.10.2024                                                      | 18:00 | Mint Vero Volley Monza       | 0:3 (22:25, 24:26, 23:25)               | Gas Sales Bluenergy Piacenza | 3279   | Roberlandy Simón Aties | raport |
| 06.10.2024                                                      | 15:20 | Allianz Milano               | 3:0 (25:20, 25:18, 25:22)               | Cucine Lube Civitanova       | 3110   | Ferre Reggers          | raport |
| 06.10.2024                                                      | 17:00 | Itas Trentino                | 3:0 (25:13, 25:18, 26:24)               | Gioiella Prisma Taranto      | 2564   | Flávio Gualberto       | raport |
| 06.10.2024                                                      | 17:00 | Sonepar Padova               | 2:3 (23:25, 25:23, 25:21, 24:26, 10:15) | Sir Susa Vim Perugia         | 3519   | Yūki Ishikawa          | raport |
| 06.10.2024                                                      | 18:00 | Valsa Group Modena           | 3:0 (25:16, 26:24, 25:14)               | Yuasa Battery Grottazzolina  | 3235   | Paul Buchegger         | raport |
| 06.10.2024                                                      | 19:00 | Rana Verona                  | 3:2 (20:25, 25:18, 21:25, 25:14, 15:13) | Cisterna Volley              | 2713   | Noumory Keita          | raport |
| 3. KOLEJKA                                                      |       |                              |                                         |                              |        |                        |        |
| 12.10.2024                                                      | 18:00 | Valsa Group Modena           | 0:3 (23:25, 19:25, 21:25)               | Sir Susa Vim Perugia         | 4151   | Wassim Ben Tara        | raport |
| 12.10.2024                                                      | 20:30 | Yuasa Battery Grottazzolina  | 0:3 (19:25, 23:25, 15:25)               | Rana Verona                  | 1665   | Noumory Keita          | raport |
| 13.10.2024                                                      | 16:00 | Cucine Lube Civitanova       | 3:0 (25:20, 25:22, 25:22)               | Mint Vero Volley Monza       | 3585   | Adis Lagumdzija        | raport |
| 13.10.2024                                                      | 17:00 | Gioiella Prisma Taranto      | 1:3 (25:18, 25:27, 23:25, 18:25)        | Sonepar Padova               | 1627   | Marko Sedlaček         | raport |
| 13.10.2024                                                      | 18:00 | Cisterna Volley              | 1:3 (22:25, 25:19, 20:25, 23:25)        | Gas Sales Bluenergy Piacenza | 1856   | Antoine Brizard        | raport |
| 13.10.2024                                                      | 19:00 | Allianz Milano               | 1:3 (29:31, 27:29, 25:22, 18:25)        | Itas Trentino                | 3377   | Alessandro Michieletto | raport |
| 4. KOLEJKA                                                      |       |                              |                                         |                              |        |                        |        |
| 19.10.2024                                                      | 20:30 | Gas Sales Bluenergy Piacenza | 3:1 (29:31, 25:23, 25:21, 25:18)        | Gioiella Prisma Taranto      | 2169   | Uroš Kovačević         | raport |
| 20.10.2024                                                      | 16:00 | Itas Trentino                | 3:1 (25:22, 19:25, 25:23, 28:26)        | Valsa Group Modena           | 3545   | Riccardo Sbertoli      | raport |
| 20.10.2024                                                      | 16:00 | Rana Verona                  | 3:1 (25:23, 17:25, 25:23, 25:14)        | Cucine Lube Civitanova       | 3677   | Noumory Keita          | raport |
| 20.10.2024                                                      | 18:00 | Sir Susa Vim Perugia         | 3:1 (19:25, 25:15, 25:16, 25:18)        | Cisterna Volley              | 3881   | Ołeh Płotnycki         | raport |
| 20.10.2024                                                      | 18:00 | Yuasa Battery Grottazzolina  | 2:3 (28:26, 20:25, 28:30, 25:20, 16:18) | Sonepar Padova               | 1708   | Oleg Antonow           | raport |
| 20.10.2024                                                      | 19:00 | Mint Vero Volley Monza       | 1:3 (29:31, 26:24, 22:25, 22:25)        | Allianz Milano               | 3046   | Ferre Reggers          | raport |
| 5. KOLEJKA                                                      |       |                              |                                         |                              |        |                        |        |
| 26.10.2024                                                      | 18:00 | Gioiella Prisma Taranto      | 3:1 (25:14, 23:25, 25:17, 29:27)        | Yuasa Battery Grottazzolina  | 1491   | Fabrizio Gironi        | raport |
| 27.10.2024                                                      | 16:00 | Allianz Milano               | 1:3 (25:17, 24:26, 22:25, 28:30)        | Rana Verona                  | 2027   | Noumory Keita          | raport |
| 27.10.2024                                                      | 17:00 | Sonepar Padova               | 2:3 (25:22, 22:25, 25:23, 28:30, 11:15) | Gas Sales Bluenergy Piacenza | 2753   | Stephen Maar           | raport |
| 27.10.2024                                                      | 18:00 | Cucine Lube Civitanova       | 3:0 (25:14, 25:19, 25:19)               | Cisterna Volley              | 2524   | Eric Loeppky           | raport |
| 27.10.2024                                                      | 18:00 | Itas Trentino                | 1:3 (25:19, 22:25, 24:26, 19:25)        | Sir Susa Vim Perugia         | 4346   | Ołeh Płotnycki         | raport |
| 27.10.2024                                                      | 19:00 | Valsa Group Modena           | 3:0 (25:17, 25:21, 25:16)               | Mint Vero Volley Monza       | 3347   | Paul Buchegger         | raport |
| 6. KOLEJKA                                                      |       |                              |                                         |                              |        |                        |        |
| 02.11.2024                                                      | 20:30 | Rana Verona                  | 2:3 (25:22, 18:25, 25:18, 21:25, 12:15) | Valsa Group Modena           | 3868   | Paul Buchegger         | raport |
| 03.11.2024                                                      | 16:00 | Gas Sales Bluenergy Piacenza | 3:0 (25:20, 25:19, 25:17)               | Allianz Milano               | 2670   | Antoine Brizard        | raport |
| 03.11.2024                                                      | 17:00 | Mint Vero Volley Monza       | 3:2 (25:19, 25:21, 20:25, 21:25, 15:9)  | Gioiella Prisma Taranto      | 1839   | Luka Marttila          | raport |
| 03.11.2024                                                      | 18:00 | Yuasa Battery Grottazzolina  | 1:3 (25:22, 18:25, 21:25, 23:25)        | Itas Trentino                | 2288   | Alessandro Michieletto | raport |
| 03.11.2024                                                      | 19:00 | Cisterna Volley              | 3:1 (25:21, 19:25, 25:23, 25:18)        | Sonepar Padova               | 1334   | Jordi Ramón Ferragut   | raport |
| 03.11.2024                                                      | 20:30 | Sir Susa Vim Perugia         | 3:2 (21:25, 25:27, 25:18, 25:18, 15:12) | Cucine Lube Civitanova       | 4562   | Yūki Ishikawa          | raport |
| 7. KOLEJKA                                                      |       |                              |                                         |                              |        |                        |        |
| 09.11.2024                                                      | 18:00 | Allianz Milano               | 3:1 (25:18, 25:20, 25:27, 25:19)        | Yuasa Battery Grottazzolina  | 1499   | Davide Gardini         | raport |
| 10.11.2024                                                      | 16:00 | Cucine Lube Civitanova       | 3:0 (25:20, 25:20, 25:20)               | Gas Sales Bluenergy Piacenza | 2586   | Mattia Boninfante      | raport |
| 10.11.2024                                                      | 17:00 | Sonepar Padova               | 3:0 (25:23, 25:21, 25:21)               | Mint Vero Volley Monza       | 2572   | Luca Porro             | raport |
| 10.11.2024                                                      | 18:00 | Itas Trentino                | 3:1 (20:25, 27:25, 25:20, 25:22)        | Rana Verona                  | 3379   | Alessandro Michieletto | raport |
| 10.11.2024                                                      | 18:00 | Valsa Group Modena           | 2:3 (28:26, 25:17, 20:25, 23:25, 11:15) | Cisterna Volley              | 3225   | Théo Faure             | raport |
| 10.11.2024                                                      | 19:00 | Gioiella Prisma Taranto      | 0:3 (18:25, 14:25, 29:31)               | Sir Susa Vim Perugia         | 2677   | Wassim Ben Tara        | raport |
| 8. KOLEJKA                                                      |       |                              |                                         |                              |        |                        |        |
| 16.11.2024                                                      | 19:30 | Sir Susa Vim Perugia         | 3:0 (25:8, 25:17, 25:17)                | Yuasa Battery Grottazzolina  | 3756   | Yūki Ishikawa          | raport |
| 16.11.2024                                                      | 20:30 | Cisterna Volley              | 3:0 (25:16, 26:24, 25:20)               | Gioiella Prisma Taranto      | 1437   | Michele Baranowicz     | raport |
| 17.11.2024                                                      | 15:30 | Gas Sales Bluenergy Piacenza | 1:3 (18:25, 22:25, 25:22, 22:25)        | Itas Trentino                | 3627   | Riccardo Sbertoli      | raport |
| 17.11.2024                                                      | 17:00 | Sonepar Padova               | 0:3 (21:25, 22:25, 25:27)               | Allianz Milano               | 3123   | Yacine Louati          | raport |
| 17.11.2024                                                      | 17:00 | Mint Vero Volley Monza       | 3:1 (27:25, 25:22, 18:25, 25:22)        | Rana Verona                  |        | Thomas Beretta         | raport |
| 17.11.2024                                                      | 18:00 | Cucine Lube Civitanova       | 3:0 (25:11, 25:17, 25:20)               | Valsa Group Modena           | 2844   | Adis Lagumdzija        | raport |
| 9. KOLEJKA                                                      |       |                              |                                         |                              |        |                        |        |
| 23.11.2024                                                      | 20:30 | Yuasa Battery Grottazzolina  | 1:3 (25:21, 23:25, 19:25, 17:25)        | Cisterna Volley              | 1661   | Michele Baranowicz     | raport |
| 24.11.2024                                                      | 17:00 | Itas Trentino                | 3:0 (25:15, 25:16, 25:20)               | Mint Vero Volley Monza       | 3834   | Kamil Rychlicki        | raport |
| 24.11.2024                                                      | 18:00 | Allianz Milano               | 1:3 (25:19, 20:25, 28:30, 15:25)        | Sir Susa Vim Perugia         | 8851   | Ołeh Płotnycki         | raport |
| 24.11.2024                                                      | 18:00 | Valsa Group Modena           | 3:1 (25:23, 22:25, 25:19, 25:22)        | Sonepar Padova               | 3204   | Giovanni Sanguinetti   | raport |
| 24.11.2024                                                      | 18:00 | Gioiella Prisma Taranto      | 3:2 (19:25, 21:25, 31:29, 25:20, 15:11) | Cucine Lube Civitanova       | 1620   | Tim Held               | raport |
| 24.11.2024                                                      | 19:00 | Rana Verona                  | 3:0 (25:20, 25:21, 25:18)               | Gas Sales Bluenergy Piacenza | 4046   | Konstantin Abajew      | raport |
| 10. KOLEJKA                                                     |       |                              |                                         |                              |        |                        |        |
| 07.11.2024                                                      | 20:00 | Allianz Milano               | 3:1 (29:27, 27:29, 25:17, 28:26)        | Cisterna Volley              | 1230   | Ferre Reggers          | raport |
| 30.11.2024                                                      | 18:00 | Gas Sales Bluenergy Piacenza | 3:0 (25:23, 25:21, 25:20)               | Yuasa Battery Grottazzolina  | 2024   | Roberlandy Simón Aties | raport |
| 01.12.2024                                                      | 16:00 | Mint Vero Volley Monza       | 1:3 (27:25, 15:25, 17:25, 20:25)        | Sir Susa Vim Perugia         | 4135   | Simone Giannelli       | raport |
| 01.12.2024                                                      | 16:00 | Gioiella Prisma Taranto      | 2:3 (25:21, 23:25, 26:24, 17:25, 8:15)  | Valsa Group Modena           | 1585   | Simone Anzani          | raport |
| 01.12.2024                                                      | 18:00 | Cucine Lube Civitanova       | 3:1 (25:23, 18:25, 25:22, 25:23)        | Itas Trentino                | 3583   | Aleksandyr Nikołow     | raport |
| 01.12.2024                                                      | 20:30 | Sonepar Padova               | 0:3 (25:27, 20:25, 21:25)               | Rana Verona                  | 2925   | Donovan Džavoronok     | raport |
| 11. KOLEJKA                                                     |       |                              |                                         |                              |        |                        |        |
| 27.11.2024                                                      | 20:30 | Yuasa Battery Grottazzolina  | 0:3 (23:25, 18:25, 21:25)               | Cucine Lube Civitanova       | 2438   | Adis Lagumdzija        | raport |
| 27.11.2024                                                      | 20:30 | Itas Trentino                | 3:1 (25:19, 23:25, 25:23, 25:19)        | Sonepar Padova               | 2759   | Kamil Rychlicki        | raport |
| 06.12.2024                                                      | 20:00 | Rana Verona                  | 3:0 (25:20, 25:22, 25:15)               | Gioiella Prisma Taranto      | 3377   | Lorenzo Cortesia       | raport |
| 08.12.2024                                                      | 15:30 | Sir Susa Vim Perugia         | 3:2 (25:19, 25:23, 22:25, 17:25, 15:9)  | Gas Sales Bluenergy Piacenza | 4540   | Ołeh Płotnycki         | raport |
| 08.12.2024                                                      | 18:00 | Cisterna Volley              | 3:1 (25:20, 21:25, 25:21, 30:28)        | Mint Vero Volley Monza       | 1796   | Théo Faure             | raport |
| 08.12.2024                                                      | 19:00 | Valsa Group Modena           | 1:3 (20:25, 18:25, 25:21, 20:25)        | Allianz Milano               | 3395   | Ferre Reggers          | raport |
| Runda rewanżowa                                                 |       |                              |                                         |                              |        |                        |        |
| 12. KOLEJKA                                                     |       |                              |                                         |                              |        |                        |        |
| 13.12.2024                                                      | 20:00 | Mint Vero Volley Monza       | 0:3 (22:25, 24:26, 21:25)               | Yuasa Battery Grottazzolina  | 1636   | Dušan Petković         | raport |
| 15.12.2024                                                      | 16:00 | Allianz Milano               | 3:0 (25:21, 25:19, 25:21)               | Gioiella Prisma Taranto      | 1768   | Ferre Reggers          | raport |
| 15.12.2024                                                      | 18:00 | Rana Verona                  | 2:3 (19:25, 25:23, 20:25, 25:22, 7:15)  | Sir Susa Vim Perugia         | 4854   | Ołeh Płotnycki         | raport |
| 15.12.2024                                                      | 20:30 | Valsa Group Modena           | 2:3 (21:25, 25:16, 25:20, 20:25, 6:15)  | Gas Sales Bluenergy Piacenza | 3026   | Alessandro Bovolenta   | raport |
| 19.02.2025                                                      | 20:30 | Itas Trentino                | 3:0 (25:17, 25:15, 25:19)               | Cisterna Volley              | 3054   | Bela Bartha            | raport |
| 20.02.2025                                                      | 20:30 | Sonepar Padova               | 3:2 (18:25, 25:20, 25:19, 23:25, 15:8)  | Cucine Lube Civitanova       | 2781   | Luca Porro             | raport |
| 13. KOLEJKA                                                     |       |                              |                                         |                              |        |                        |        |
| 21.12.2024                                                      | 18:00 | Gas Sales Bluenergy Piacenza | 3:0 (25:21, 25:17, 25:19)               | Mint Vero Volley Monza       | 2088   | Stephen Maar           | raport |
| 21.12.2024                                                      | 20:30 | Cisterna Volley              | 0:3 (23:25, 18:25, 23:25)               | Rana Verona                  | 1355   | Rok Možič              | raport |
| 22.12.2024                                                      | 17:00 | Gioiella Prisma Taranto      | 1:3 (30:32, 25:19, 20:25, 15:25)        | Itas Trentino                | 2281   | Alessandro Michieletto | raport |
| 22.12.2024                                                      | 18:00 | Cucine Lube Civitanova       | 3:0 (25:18, 25:20, 25:23)               | Allianz Milano               | 2110   | Eric Loeppky           | raport |
| 22.12.2024                                                      | 18:00 | Sir Susa Vim Perugia         | 3:1 (23:25, 25:21, 25:19, 25:21)        | Sonepar Padova               | 3696   | Ołeh Płotnycki         | raport |
| 22.12.2024                                                      | 19:00 | Yuasa Battery Grottazzolina  | 3:1 (27:25, 25:23, 23:25, 28:26)        | Valsa Group Modena           | 1892   | Danny Demyanenko       | raport |
| 14. KOLEJKA                                                     |       |                              |                                         |                              |        |                        |        |
| 26.12.2024                                                      | 17:00 | Sonepar Padova               | 3:1 (25:20, 25:21, 24:26, 25:19)        | Gioiella Prisma Taranto      | 3306   | Veljko Mašulović       | raport |
| 26.12.2024                                                      | 17:00 | Mint Vero Volley Monza       | 3:2 (25:13, 22:25, 17:25, 31:29, 15:12) | Cucine Lube Civitanova       | 3103   | Taylor Averill         | raport |
| 26.12.2024                                                      | 18:00 | Itas Trentino                | 3:0 (25:18, 25:23, 25:19)               | Allianz Milano               | 4092   | Alessandro Michieletto | raport |
| 26.12.2024                                                      | 18:00 | Sir Susa Vim Perugia         | 3:0 (25:22, 27:25, 25:21)               | Valsa Group Modena           | 5048   | Simone Giannelli       | raport |
| 26.12.2024                                                      | 18:00 | Gas Sales Bluenergy Piacenza | 3:1 (25:21, 22:25, 25:23, 27:25)        | Cisterna Volley              | 2517   | Antoine Brizard        | raport |
| 26.12.2024                                                      | 18:00 | Rana Verona                  | 3:2 (25:17, 25:16, 23:25, 17:25, 15:13) | Yuasa Battery Grottazzolina  | 3453   | Rok Možič              | raport |
| 15. KOLEJKA                                                     |       |                              |                                         |                              |        |                        |        |
| 05.01.2025                                                      | 15:20 | Cucine Lube Civitanova       | 3:0 (27:25, 25:19, 25:14)               | Rana Verona                  | 2370   | Mattia Boninfante      | raport |
| 05.01.2025                                                      | 15:30 | Gioiella Prisma Taranto      | 1:3 (29:31, 25:21, 23:25, 22:25)        | Gas Sales Bluenergy Piacenza | 1800   | Antoine Brizard        | raport |
| 05.01.2025                                                      | 17:00 | Sonepar Padova               | 1:3 (25:19, 20:25, 21:25, 22:25)        | Yuasa Battery Grottazzolina  | 2644   | Georgi Tatarow         | raport |
| 05.01.2025                                                      | 18:30 | Cisterna Volley              | 0:3 (11:25, 20:25, 23:25)               | Sir Susa Vim Perugia         | 3311   | Yūki Ishikawa          | raport |
| 06.01.2025                                                      | 17:00 | Allianz Milano               | 3:0 (42:40, 28:26, 25:23)               | Mint Vero Volley Monza       |        | Yacine Louati          | raport |
| 06.01.2025                                                      | 18:30 | Valsa Group Modena           | 1:3 (25:23, 25:27, 22:25, 25:27)        | Itas Trentino                | 4425   | Daniele Lavia          | raport |
| 16. KOLEJKA                                                     |       |                              |                                         |                              |        |                        |        |
| 11.01.2025                                                      | 18:00 | Gas Sales Bluenergy Piacenza | 3:2 (15:25, 25:23, 25:20, 32:34, 15:13) | Sonepar Padova               | 2007   | Luca Loreti            | raport |
| 12.01.2025                                                      | 16:00 | Mint Vero Volley Monza       | 0:3 (21:25, 24:26, 17:25)               | Valsa Group Modena           | 2825   | Uładzisłau Dawyskiba   | raport |
| 12.01.2025                                                      | 18:00 | Rana Verona                  | 1:3 (21:25, 25:21, 17:25, 20:25)        | Allianz Milano               | 3785   | Ferre Reggers          | raport |
| 12.01.2025                                                      | 18:00 | Sir Susa Vim Perugia         | 2:3 (25:20, 20:25, 25:18, 21:25, 22:24) | Itas Trentino                | 5286   | Bela Bartha            | raport |
| 12.01.2025                                                      | 19:00 | Cisterna Volley              | 0:3 (23:25, 20:25, 17:25)               | Cucine Lube Civitanova       | 1813   | Aleksandyr Nikołow     | raport |
| 12.01.2025                                                      | 19:00 | Yuasa Battery Grottazzolina  | 3:2 (25:23, 25:22, 23:25, 20:25, 22:20) | Gioiella Prisma Taranto      |        | Gabrijel Cvanciger     | raport |
| 17. KOLEJKA                                                     |       |                              |                                         |                              |        |                        |        |
| 18.01.2025                                                      | 20:30 | Sonepar Padova               | 2:3 (25:21, 22:25, 17:25, 25:17, 8:15)  | Cisterna Volley              | 2791   | Daniele Mazzone        | raport |
| 19.01.2025                                                      | 16:00 | Gioiella Prisma Taranto      | 3:2 (22:25, 25:20, 23:25, 27:25, 15:11) | Mint Vero Volley Monza       | 1681   | Filippo Lanza          | raport |
| 19.01.2025                                                      | 17:00 | Itas Trentino                | 3:2 (25:12, 18:25, 25:17, 23:25, 15:12) | Yuasa Battery Grottazzolina  | 3198   | Alessandro Michieletto | raport |
| 19.01.2025                                                      | 17:00 | Allianz Milano               | 3:2 (24:26, 21:25, 25:21, 25:22, 15:9)  | Gas Sales Bluenergy Piacenza | 2421   | Tatsunori Otsuka       | raport |
| 19.01.2025                                                      | 18:00 | Valsa Group Modena           | 0:3 (20:25, 23:25, 23:25)               | Rana Verona                  | 3427   | Noumory Keita          | raport |
| 19.01.2025                                                      | 19:30 | Cucine Lube Civitanova       | 3:1 (23:25, 29:27, 25:22, 25:16)        | Sir Susa Vim Perugia         | 4341   | Mattia Bottolo         | raport |
| 18. KOLEJKA                                                     |       |                              |                                         |                              |        |                        |        |
| 02.02.2025                                                      | 16:00 | Rana Verona                  | 0:3 (16:25, 19:25, 23:25)               | Itas Trentino                | 5348   | Alessandro Michieletto | raport |
| 02.02.2025                                                      | 16:00 | Gas Sales Bluenergy Piacenza | 0:3 (20:25, 19:25, 23:25)               | Cucine Lube Civitanova       | 3005   | Barthélémy Chinenyeze  | raport |
| 02.02.2025                                                      | 17:00 | Mint Vero Volley Monza       | 3:1 (25:23, 21:25, 25:23, 25:23)        | Sonepar Padova               | 3297   | Fernando Kreling       | raport |
| 02.02.2025                                                      | 18:00 | Sir Susa Vim Perugia         | 3:0 (25:13, 25:16, 25:22)               | Gioiella Prisma Taranto      | 3821   | Kamil Semeniuk         | raport |
| 02.02.2025                                                      | 18:00 | Yuasa Battery Grottazzolina  | 3:2 (25:23, 31:33, 25:21, 23:25, 15:11) | Allianz Milano               | 2600   | Dušan Petković         | raport |
| 02.02.2025                                                      | 19:00 | Cisterna Volley              | 3:2 (25:22, 13:25, 25:22, 23:25, 15:12) | Valsa Group Modena           | 1944   | Yuga Tarumi            | raport |
| 19. KOLEJKA                                                     |       |                              |                                         |                              |        |                        |        |
| 08.02.2025                                                      | 20:30 | Itas Trentino                | 3:2 (19:25, 25:27, 25:17, 25:20, 15:9)  | Gas Sales Bluenergy Piacenza | 4203   | Kamil Rychlicki        | raport |
| 09.02.2025                                                      | 16:00 | Rana Verona                  | 3:0 (25:18, 25:20, 25:21)               | Mint Vero Volley Monza       | 3560   | Rok Možič              | raport |
| 09.02.2025                                                      | 16:00 | Yuasa Battery Grottazzolina  | 1:3 (17:25, 25:23, 16:25, 23:25)        | Sir Susa Vim Perugia         | 3692   | Wassim Ben Tara        | raport |
| 09.02.2025                                                      | 18:00 | Valsa Group Modena           | 3:1 (25:20, 25:21, 22:25, 25:19)        | Cucine Lube Civitanova       | 3652   | José Miguel Gutiérrez  | raport |
| 09.02.2025                                                      | 18:00 | Gioiella Prisma Taranto      | 2:3 (25:23, 23:25, 23:25, 25:22, 11:15) | Cisterna Volley              | 1853   | Théo Faure             | raport |
| 09.02.2025                                                      | 19:00 | Allianz Milano               | 3:1 (27:25, 22:25, 25:22, 27:25)        | Sonepar Padova               | 3089   | Edoardo Caneschi       | raport |
| 20. KOLEJKA                                                     |       |                              |                                         |                              |        |                        |        |
| 15.02.2025                                                      | 20:30 | Mint Vero Volley Monza       | 0:3 (20:25, 21:25, 15:25)               | Itas Trentino                |        | Flávio Gualberto       | raport |
| 15.02.2025                                                      | 20:30 | Cisterna Volley              | 3:2 (25:23, 21:25, 25:16, 26:28, 15:10) | Yuasa Battery Grottazzolina  | 1670   | Théo Faure             | raport |
| 16.02.2025                                                      | 16:00 | Gas Sales Bluenergy Piacenza | 0:3 (16:25, 17:25, 21:25)               | Rana Verona                  | 2433   | Konstantin Abajew      | raport |
| 16.02.2025                                                      | 16:00 | Sonepar Padova               | 3:2 (23:25, 25:22, 25:18, 22:25, 15:6)  | Valsa Group Modena           | 3436   | Marko Sedlaček         | raport |
| 16.02.2025                                                      | 18:00 | Sir Susa Vim Perugia         | 3:1 (25:22, 23:25, 25:22, 25:19)        | Allianz Milano               | 4614   | Ołeh Płotnycki         | raport |
| 16.02.2025                                                      | 20:30 | Cucine Lube Civitanova       | 3:1 (17:25, 25:11, 26:24, 25:22)        | Gioiella Prisma Taranto      | 1978   | Mattia Bottolo         | raport |
| 21. KOLEJKA                                                     |       |                              |                                         |                              |        |                        |        |
| 22.02.2025                                                      | 20:30 | Itas Trentino                | 3:1 (25:14, 23:25, 25:23, 25:19)        | Cucine Lube Civitanova       | 4128   | Kamil Rychlicki        | raport |
| 22.02.2025                                                      | 20:30 | Cisterna Volley              | 1:3 (22:25, 23:25, 25:20, 23:25)        | Allianz Milano               | 1685   | Ferre Reggers          | raport |
| 23.02.2025                                                      | 15:30 | Valsa Group Modena           | 3:1 (25:15, 19:25, 25:21, 25:23)        | Gioiella Prisma Taranto      | 3353   | Paul Buchegger         | raport |
| 23.02.2025                                                      | 18:00 | Sir Susa Vim Perugia         | 3:1 (28:26, 23:25, 25:17, 25:16)        | Mint Vero Volley Monza       | 4076   | Yūki Ishikawa          | raport |
| 23.02.2025                                                      | 19:30 | Yuasa Battery Grottazzolina  | 0:3 (17:25, 21:25, 19:25)               | Gas Sales Bluenergy Piacenza | 2534   | Antoine Brizard        | raport |
| 23.02.2025                                                      | 20:30 | Rana Verona                  | 3:1 (20:25, 25:23, 25:19, 25:15)        | Sonepar Padova               | 3329   | Jordan Ewert           | raport |
| 22. KOLEJKA                                                     |       |                              |                                         |                              |        |                        |        |
| 02.03.2025                                                      | 18:00 | Cucine Lube Civitanova       | 3:0 (25:16, 25:23, 25:19)               | Yuasa Battery Grottazzolina  | 3555   | Barthélémy Chinenyeze  | raport |
| 02.03.2025                                                      | 18:00 | Sonepar Padova               | 0:3 (26:28, 14:25, 21:25)               | Itas Trentino                | 3362   | Kamil Rychlicki        | raport |
| 02.03.2025                                                      | 18:00 | Allianz Milano               | 0:3 (22:25, 23:25, 23:25)               | Valsa Group Modena           | 4268   | Uładzisłau Dawyskiba   | raport |
| 02.03.2025                                                      | 18:00 | Gas Sales Bluenergy Piacenza | 1:3 (19:25, 16:25, 27:25, 14:25)        | Sir Susa Vim Perugia         | 3752   | Ołeh Płotnycki         | raport |
| 02.03.2025                                                      | 18:00 | Gioiella Prisma Taranto      | 2:3 (21:25, 31:29, 27:25, 17:25, 12:15) | Rana Verona                  | 2245   | Noumory Keita          | raport |
| 02.03.2025                                                      | 18:00 | Mint Vero Volley Monza       | 3:2 (25:27, 25:19, 26:28, 26:24, 17:15) | Cisterna Volley              | 3194   | Erik Röhrs             | raport |
| Wszystkie godziny według czasu lokalnego (UTC+1/UTC+2). Źródło: |       |                              |                                         |                              |        |                        |        |

### Tabela
| Lp. | Drużyna                      | Pkt | Mecze | Mecze | Mecze | Rodzaj wyniku | Rodzaj wyniku | Rodzaj wyniku | Rodzaj wyniku | Rodzaj wyniku | Rodzaj wyniku | Sety | Sety | Sety  | Małe punkty | Małe punkty | Małe punkty |
| Lp. | Drużyna                      | Pkt | M     | W     | P     | 3:0           | 3:1           | 3:2           | 2:3           | 1:3           | 0:3           | wyg. | prz. | stos. | zdob.       | str.        | stos.       |
| --- | ---------------------------- | --- | ----- | ----- | ----- | ------------- | ------------- | ------------- | ------------- | ------------- | ------------- | ---- | ---- | ----- | ----------- | ----------- | ----------- |
| 1   | Itas Trentino                | 57  | 22    | 20    | 2     | 7             | 10            | 3             | 0             | 2             | 0             | 62   | 22   | 2.82  | 2032        | 1786        | 1.14        |
| 2   | Sir Susa Vim Perugia         | 57  | 22    | 20    | 2     | 7             | 9             | 4             | 1             | 1             | 0             | 63   | 23   | 2.74  | 2058        | 1773        | 1.16        |
| 3   | Cucine Lube Civitanova       | 46  | 22    | 14    | 8     | 10            | 4             | 0             | 4             | 3             | 1             | 53   | 28   | 1.89  | 1860        | 1738        | 1.07        |
| 4   | Rana Verona                  | 41  | 22    | 14    | 8     | 8             | 3             | 3             | 2             | 3             | 3             | 49   | 33   | 1.48  | 1869        | 1781        | 1.05        |
| 5   | Gas Sales Bluenergy Piacenza | 39  | 22    | 13    | 9     | 5             | 5             | 3             | 3             | 2             | 4             | 47   | 38   | 1.24  | 1899        | 1911        | 0.99        |
| 6   | Allianz Milano               | 36  | 22    | 12    | 10    | 4             | 7             | 1             | 1             | 4             | 5             | 42   | 39   | 1.08  | 1926        | 1915        | 1.01        |
| 7   | Valsa Group Modena           | 29  | 22    | 9     | 13    | 4             | 3             | 2             | 4             | 5             | 4             | 40   | 46   | 0.87  | 1920        | 1912        | 1           |
| 8   | Cisterna Volley              | 24  | 22    | 9     | 13    | 1             | 3             | 5             | 2             | 6             | 5             | 37   | 52   | 0.71  | 1929        | 2034        | 0.95        |
| 9   | Sonepar Padova               | 19  | 22    | 6     | 16    | 1             | 2             | 3             | 4             | 9             | 3             | 35   | 56   | 0.63  | 2026        | 2095        | 0.97        |
| 10  | Yuasa Battery Grottazzolina  | 18  | 22    | 5     | 17    | 1             | 2             | 2             | 5             | 5             | 7             | 30   | 57   | 0.53  | 1839        | 2055        | 0.89        |
| 11  | Mint Vero Volley Monza       | 15  | 22    | 6     | 16    | 0             | 2             | 4             | 1             | 4             | 11            | 24   | 58   | 0.41  | 1793        | 1984        | 0.9         |
| 12  | Gioiella Prisma Taranto      | 15  | 22    | 4     | 18    | 1             | 1             | 2             | 5             | 7             | 6             | 29   | 59   | 0.49  | 1898        | 2065        | 0.92        |

Źródło: Classifiche Regular Season SuperLega Credem Banca
Punktacja: 3:0 i 3:1 – 3 pkt; 3:2 – 2 pkt; 2:3 – 1 pkt; 1:3 i 0:3 – 0 pkt
Zasady ustalania kolejności: 1. liczba punktów; 2. liczba zwycięstw; 3. stosunek setów; 4. stosunek małych punktów; 5. bilans w bezpośrednich meczach
     awans do ćwierfinału
     mecze o 5 miejsce
     spadek do Serie A2

## Faza play-off

### Drabinka
|  |              |                              |              |                              |              |              |              |   |                      |                              |           |           |           |           |                      |                    |                    |                    |                    |                    |                    |       |       |       |       |
|  | Ćwierćfinały | Ćwierćfinały                 | Ćwierćfinały | Ćwierćfinały                 | Ćwierćfinały | Ćwierćfinały | Ćwierćfinały |   |                      | Półfinały                    | Półfinały | Półfinały | Półfinały | Półfinały | Półfinały            | Półfinały          |                    |                    | Finał              | Finał              | Finał              | Finał | Finał | Finał | Finał |
|  | Ćwierćfinały | Ćwierćfinały                 | Ćwierćfinały | Ćwierćfinały                 | Ćwierćfinały | Ćwierćfinały | Ćwierćfinały |   |                      | Półfinały                    | Półfinały | Półfinały | Półfinały | Półfinały | Półfinały            | Półfinały          |                    |                    | Finał              | Finał              | Finał              | Finał | Finał | Finał | Finał |
|  |              |                              |              |                              |              |              |              |   |                      |                              |           |           |           |           |                      |                    |                    |                    |                    |                    |                    |       |       |       |       |
|  |              |                              |              |                              |              |              |              |   |                      |                              |           |           |           |           |                      |                    |                    |                    |                    |                    |                    |       |       |       |       |
|  | 1            | Itas Trentino                | 3            | 1                            | 3            | 3            |              |   |                      |                              |           |           |           |           |                      |                    |                    |                    |                    |                    |                    |       |       |       |       |
|  | 1            | Itas Trentino                | 3            | 1                            | 3            | 3            |              |   |                      |                              |           |           |           |           |                      |                    |                    |                    |                    |                    |                    |       |       |       |       |
|  | 8            | Cisterna Volley              | 0            | 3                            | 1            | 1            |              |   |                      |                              |           |           |           |           |                      |                    |                    |                    |                    |                    |                    |       |       |       |       |
|  | 8            | Cisterna Volley              | 0            | 3                            | 1            | 1            |              |   | 1                    | Itas Trentino                | 3         | 3         | 3         |           |                      |                    |                    |                    |                    |                    |                    |       |       |       |       |
|  |              |                              |              |                              |              |              |              |   | 1                    | Itas Trentino                | 3         | 3         | 3         |           |                      |                    |                    |                    |                    |                    |                    |       |       |       |       |
|  |              |                              | 5            | Gas Sales Bluenergy Piacenza | 2            | 2            | 1            |   |                      |                              |           |           |           |           |                      |                    |                    |                    |                    |                    |                    |       |       |       |       |
|  | 4            | Rana Verona                  | 5            | Gas Sales Bluenergy Piacenza | 2            | 2            | 1            | 1 | 0                    | 1                            |           |           |           |           |                      |                    |                    |                    |                    |                    |                    |       |       |       |       |
|  | 4            | Rana Verona                  |              |                              |              |              |              |   |                      |                              |           |           |           |           |                      |                    |                    |                    |                    |                    |                    |       |       |       |       |
|  | 5            | Gas Sales Bluenergy Piacenza | 3            | 3                            | 3            |              |              |   |                      |                              |           |           |           |           |                      |                    |                    |                    |                    |                    |                    |       |       |       |       |
|  | 5            | Gas Sales Bluenergy Piacenza | 3            | 3                            | 3            |              |              | 1 | Itas Trentino        | 3                            | 0         | 3         | 3         |           |                      |                    |                    |                    |                    |                    |                    |       |       |       |       |
|  |              |                              |              |                              |              |              |              |   |                      |                              |           |           |           |           |                      |                    |                    |                    |                    |                    |                    |       |       |       |       |
|  |              |                              | 3            | Cucine Lube Civitanova       | 0            | 3            | 0            | 2 |                      |                              |           |           |           |           |                      |                    |                    |                    |                    |                    |                    |       |       |       |       |
|  | 2            | Sir Susa Vim Perugia         | 3            | Cucine Lube Civitanova       | 0            | 3            | 0            | 2 | 3                    | 3                            | 3         |           |           |           |                      |                    |                    |                    |                    |                    |                    |       |       |       |       |
|  | 2            | Sir Susa Vim Perugia         |              |                              |              |              |              |   |                      |                              |           |           |           |           |                      |                    |                    |                    |                    |                    |                    |       |       |       |       |
|  | 7            | Valsa Group Modena           | 1            | 0                            | 1            |              |              |   |                      |                              |           |           |           |           |                      |                    |                    |                    |                    |                    |                    |       |       |       |       |
|  | 7            | Valsa Group Modena           | 1            | 0                            | 1            |              |              | 2 | Sir Susa Vim Perugia | 3                            | 3         | 2         | 0         | 1         | Mecze o 3. miejsce   | Mecze o 3. miejsce | Mecze o 3. miejsce | Mecze o 3. miejsce | Mecze o 3. miejsce | Mecze o 3. miejsce | Mecze o 3. miejsce |       |       |       |       |
|  |              |                              |              |                              |              |              |              | 2 | Sir Susa Vim Perugia | 3                            | 3         | 2         | 0         | 1         | Mecze o 3. miejsce   | Mecze o 3. miejsce | Mecze o 3. miejsce | Mecze o 3. miejsce | Mecze o 3. miejsce | Mecze o 3. miejsce | Mecze o 3. miejsce |       |       |       |       |
|  |              |                              | 3            | Cucine Lube Civitanova       | 0            | 2            | 3            | 3 | 3                    |                              |           |           |           |           |                      |                    |                    |                    |                    |                    |                    |       |       |       |       |
|  | 3            | Cucine Lube Civitanova       | 3            | Cucine Lube Civitanova       | 0            | 2            | 3            | 3 | 3                    | 2                            | 3         | 3         | 3         |           |                      |                    |                    |                    |                    |                    |                    |       |       |       |       |
|  | 3            | Cucine Lube Civitanova       |              |                              |              |              |              |   |                      |                              |           | 3         | 3         | 2         | Sir Susa Vim Perugia | 3                  | 3                  |                    |                    |                    |                    |       |       |       |       |
|  | 6            | Allianz Milano               | 3            | 0                            | 1            | 1            |              |   |                      |                              |           |           |           | 2         | Sir Susa Vim Perugia | 3                  | 3                  |                    |                    |                    |                    |       |       |       |       |
|  | 6            | Allianz Milano               | 3            | 0                            | 1            | 1            |              |   | 5                    | Gas Sales Bluenergy Piacenza | 1         | 2         |           |           |                      |                    |                    |                    |                    |                    |                    |       |       |       |       |
|  |              |                              |              |                              |              |              |              |   | 5                    | Gas Sales Bluenergy Piacenza | 1         | 2         |           |           |                      |                    |                    |                    |                    |                    |                    |       |       |       |       |

### Ćwierćfinały
- przegrani meczów ćwierćfinałowych zagrają w meczach o 5. miejsce

(do 3 zwycięstw)
| Data                       | Godz.                      | Gospodarz                    | Rezultat                                | Gość                             | Widzów                           | MVP                              | *                                |
| -------------------------- | -------------------------- | ---------------------------- | --------------------------------------- | -------------------------------- | -------------------------------- | -------------------------------- | -------------------------------- |
| Itas Trentino (1)          | Itas Trentino (1)          | Itas Trentino (1)            | 3 – 1                                   | (8) Cisterna Volley              | (8) Cisterna Volley              | (8) Cisterna Volley              | (8) Cisterna Volley              |
| 08.03.2025                 | 20:30                      | Itas Trentino                | 3:0 (25:23, 25:19, 25:14)               | Cisterna Volley                  | 2800                             | Kamil Rychlicki                  | raport                           |
| 16.03.2025                 | 18:00                      | Cisterna Volley              | 3:1 (25:21, 27:25, 19:25, 26:24)        | Itas Trentino                    | 2529                             | Domenico Pace                    | raport                           |
| 23.03.2025                 | 15:30                      | Itas Trentino                | 3:1 (25:17, 25:16, 23:25, 25:21)        | Cisterna Volley                  | 3798                             | Daniele Lavia                    | raport                           |
| 26.03.2025                 | 20:30                      | Cisterna Volley              | 1:3 (25:17, 20:25, 14:25, 25:27)        | Itas Trentino                    | 2753                             | Alessandro Michieletto           | raport                           |
| Rana Verona (4)            | Rana Verona (4)            | Rana Verona (4)              | 0 – 3                                   | (5) Gas Sales Bluenergy Piacenza | (5) Gas Sales Bluenergy Piacenza | (5) Gas Sales Bluenergy Piacenza | (5) Gas Sales Bluenergy Piacenza |
| 09.03.2025                 | 19:30                      | Rana Verona                  | 1:3 (23:25, 25:23, 17:25, 20:25)        | Gas Sales Bluenergy Piacenza     | 3668                             | Stephen Maar                     | raport                           |
| 16.03.2025                 | 16:00                      | Gas Sales Bluenergy Piacenza | 3:0 (25:22, 25:20, 25:18)               | Rana Verona                      | 2826                             | Efe Mandıracı                    | raport                           |
| 22.03.2025                 | 21:00                      | Rana Verona                  | 1:3 (25:16, 17:25, 20:25, 19:25)        | Gas Sales Bluenergy Piacenza     | 5253                             | Yuri Romanò                      | raport                           |
| Sir Susa Vim Perugia (2)   | Sir Susa Vim Perugia (2)   | Sir Susa Vim Perugia (2)     | 3 – 0                                   | (7) Valsa Group Modena           | (7) Valsa Group Modena           | (7) Valsa Group Modena           | (7) Valsa Group Modena           |
| 08.03.2025                 | 16:00                      | Sir Susa Vim Perugia         | 3:1 (23:25, 32:30, 25:22, 25:18)        | Valsa Group Modena               | 3940                             | Simone Giannelli                 | raport                           |
| 16.03.2025                 | 19:00                      | Valsa Group Modena           | 0:3 (21:25, 26:28, 15:25)               | Sir Susa Vim Perugia             | 4339                             | Ołeh Płotnycki                   | raport                           |
| 23.03.2025                 | 19:00                      | Sir Susa Vim Perugia         | 3:1 (25:17, 25:22, 18:25, 25:22)        | Valsa Group Modena               | 4437                             | Agustín Loser                    | raport                           |
| Cucine Lube Civitanova (3) | Cucine Lube Civitanova (3) | Cucine Lube Civitanova (3)   | 3 – 1                                   | (6) Allianz Milano               | (6) Allianz Milano               | (6) Allianz Milano               | (6) Allianz Milano               |
| 09.03.2025                 | 17:00                      | Cucine Lube Civitanova       | 2:3 (29:27, 23:25, 25:18, 23:25, 15:17) | Allianz Milano                   | 3272                             | Tatsunori Otsuka                 | raport                           |
| 16.03.2025                 | 17:00                      | Allianz Milano               | 0:3 (16:25, 16:25, 20:25)               | Cucine Lube Civitanova           | 3267                             | Adis Lagumdzija                  | raport                           |
| 23.03.2025                 | 18:00                      | Cucine Lube Civitanova       | 3:1 (25:23, 25:22, 21:25, 25:19)        | Allianz Milano                   | 2920                             | Aleksandyr Nikołow               | raport                           |
| 26.03.2025                 | 20:30                      | Allianz Milano               | 1:3 (17:25, 25:17, 20:25, 22:25)        | Cucine Lube Civitanova           | 3142                             | Mattia Boninfante                | raport                           |

## Mecze o 5. miejsce

### Faza grupowa
| Lp. | Drużyna                     | Pkt | Mecze | Mecze | Mecze | Rodzaj wyniku | Rodzaj wyniku | Rodzaj wyniku | Rodzaj wyniku | Rodzaj wyniku | Rodzaj wyniku | Sety | Sety | Sety  | Małe punkty | Małe punkty | Małe punkty |
| Lp. | Drużyna                     | Pkt | M     | W     | P     | 3:0           | 3:1           | 3:2           | 2:3           | 1:3           | 0:3           | wyg. | prz. | stos. | zdob.       | str.        | stos.       |
| --- | --------------------------- | --- | ----- | ----- | ----- | ------------- | ------------- | ------------- | ------------- | ------------- | ------------- | ---- | ---- | ----- | ----------- | ----------- | ----------- |
| 1   | Valsa Group Modena          | 12  | 5     | 4     | 1     | 2             | 2             | 0             | 0             | 1             | 0             | 13   | 5    | 2.6   | 0           | 0           | MAX         |
| 2   | Allianz Milano              | 9   | 5     | 3     | 2     | 3             | 0             | 0             | 0             | 1             | 1             | 10   | 6    | 1.67  | 0           | 0           | MAX         |
| 3   | Rana Verona                 | 9   | 5     | 3     | 2     | 1             | 2             | 0             | 0             | 1             | 1             | 10   | 8    | 1.25  | 0           | 0           | MAX         |
| 4   | Sonepar Padova              | 7   | 5     | 2     | 3     | 2             | 0             | 0             | 1             | 1             | 1             | 9    | 9    | 1     | 0           | 0           | MAX         |
| 5   | Cisterna Volley             | 5   | 5     | 2     | 3     | 1             | 0             | 1             | 0             | 1             | 2             | 7    | 11   | 0.64  | 0           | 0           | MAX         |
| 6   | Yuasa Battery Grottazzolina | 3   | 5     | 1     | 4     | 0             | 1             | 0             | 0             | 0             | 4             | 3    | 13   | 0.23  | 0           | 0           | MAX         |

Źródło: 
Punktacja: 3:0 i 3:1 – 3 pkt; 3:2 – 2 pkt; 2:3 – 1 pkt; 1:3 i 0:3 – 0 pkt
Zasady ustalania kolejności: 1. liczba punktów; 2. liczba zwycięstw; 3. stosunek setów; 4. stosunek małych punktów; 5. bilans w bezpośrednich meczach
     faza finałowa
| Data       | Godz. | Gospodarz                   | Rezultat                                | Gość                        | Widzów | MVP                  | *      |
| ---------- | ----- | --------------------------- | --------------------------------------- | --------------------------- | ------ | -------------------- | ------ |
| 1. KOLEJKA |       |                             |                                         |                             |        |                      |        |
| 05.04.2024 | 20:00 | Rana Verona                 | 3:1 (23:25, 25:22, 25:23, 25:23)        | Allianz Milano              | 2729   | Lorenzo Cortesia     | raport |
| 06.04.2024 | 18:00 | Valsa Group Modena          | 3:1 (25:16, 23:25, 25:23, 25:19)        | Sonepar Padova              | 2760   | Ahmed Ikhbayri       | raport |
| 06.04.2024 | 19:00 | Cisterna Volley             | 3:0 (25:18, 25:12, 25:19)               | Yuasa Battery Grottazzolina | 1343   | Yuga Tarumi          | raport |
| 2. KOLEJKA |       |                             |                                         |                             |        |                      |        |
| 12.04.2024 | 20:00 | Rana Verona                 | 3:0 (25:15, 25:18, 25:22)               | Cisterna Volley             | 2735   | Jordan Ewert         | raport |
| 13.04.2024 | 16:00 | Sonepar Padova              | 3:0 (25:22, 25:19, 25:17)               | Yuasa Battery Grottazzolina | 2308   | Shay Liberman        | raport |
| 13.04.2024 | 18:00 | Allianz Milano              | 0:3 (21:25, 19:25, 24:26)               | Valsa Group Modena          | 1990   | Pardo Mati           | raport |
| 3. KOLEJKA |       |                             |                                         |                             |        |                      |        |
| 18.04.2024 | 20:30 | Allianz Milano              | 3:0 (25:22, 25:21, 25:15)               | Sonepar Padova              | 1343   | Davide Gardini       | raport |
| 19.04.2024 | 17:30 | Valsa Group Modena          | 3:1 (25:17, 25:20, 20:25, 27:25)        | Cisterna Volley             | 2722   | Uładzisłau Dawyskiba | raport |
| 19.04.2024 | 20:30 | Yuasa Battery Grottazzolina | 3:1 (16:25, 25:23, 25:20, 28:26)        | Rana Verona                 | 1008   | Dušan Petković       | raport |
| 4. KOLEJKA |       |                             |                                         |                             |        |                      |        |
| 23.04.2024 | 20:00 | Rana Verona                 | 3:1 (25:23, 25:20, 16:25, 25:22)        | Valsa Group Modena          | 3016   | Rok Možič            | raport |
| 23.04.2024 | 20:30 | Yuasa Battery Grottazzolina | 0:3 (21:25, 21:25, 23:25)               | Allianz Milano              | 971    | Ferre Reggers        | raport |
| 23.04.2024 | 20:30 | Cisterna Volley             | 3:2 (31:29, 22:25, 25:21, 24:26, 15:12) | Sonepar Padova              | 1734   | Théo Faure           | raport |
| 5. KOLEJKA |       |                             |                                         |                             |        |                      |        |
| 27.04.2024 | 17:30 | Valsa Group Modena          | 3:0 (25:23, 25:20, 25:17)               | Yuasa Battery Grottazzolina | 2679   | Pardo Mati           | raport |
| 27.04.2024 | 17:30 | Sonepar Padova              | 3:0 (26:24, 32:30, 25:22)               | Rana Verona                 | 3340   | Marco Falaschi       | raport |
| 27.04.2024 | 19:30 | Allianz Milano              | 3:0 (25:20, 28:26, 25:21)               | Cisterna Volley             | 1457   | Davide Gardini       | raport |

### Faza finałowa
Drabinka
|  |           |                    |           |                |   |       |                    |       |
|  | Półfinały | Półfinały          | Półfinały |                |   | Finał | Finał              | Finał |
|  | Półfinały | Półfinały          | Półfinały |                |   | Finał | Finał              | Finał |
|  |           |                    |           |                |   |       |                    |       |
|  |           |                    |           |                |   |       |                    |       |
|  | 1         | Valsa Group Modena | 3         |                |   |       |                    |       |
|  | 1         | Valsa Group Modena | 3         |                |   |       |                    |       |
|  | 4         | Sonepar Padova     | 2         |                |   |       |                    |       |
|  | 4         | Sonepar Padova     | 2         |                |   | 1     | Valsa Group Modena | 1     |
|  |           |                    |           |                |   | 1     | Valsa Group Modena | 1     |
|  |           |                    | 2         | Allianz Milano | 3 |       |                    |       |
|  | 2         | Allianz Milano     | 2         | Allianz Milano | 3 | 3     |                    |       |
|  | 2         | Allianz Milano     |           |                |   |       |                    |       |
|  | 3         | Rana Verona        | 2         |                |   |       |                    |       |
|  | 3         | Rana Verona        | 2         |                |   |       |                    |       |
|  |           |                    |           |                |   |       |                    |       |
|  |           |                    |           |                |   |       |                    |       |
|  |           |                    |           |                |   |       |                    |       |
|  |           |                    |           |                |   |       |                    |       |
|  |           |                    |           |                |   |       |                    |       |
|  |           |                    |           |                |   |       |                    |       |
|  |           |                    |           |                |   |       |                    |       |

| Data       | Godz. | Gospodarz          | Rezultat                                | Gość           | Widzów | MVP            | *      |
| ---------- | ----- | ------------------ | --------------------------------------- | -------------- | ------ | -------------- | ------ |
| Półfinały  |       |                    |                                         |                |        |                |        |
| 03.05.2024 | 17:30 | Valsa Group Modena | 3:2 (22:25, 25:16, 21:25, 25:18, 15:11) | Sonepar Padova | 2685   | Paul Buchegger | raport |
| 03.05.2024 | 17:30 | Allianz Milano     | 3:2 (25:22, 25:19, 24:26, 20:25, 15:11) | Rana Verona    | 1679   | Matej Kazijski | raport |
| Finał      |       |                    |                                         |                |        |                |        |
| 10.05.2024 | 17:30 | Valsa Group Modena | 1:3 (25:18, 21:25, 19:25, 19:25)        | Allianz Milano | 3054   | Ferre Reggers  | raport |

### Półfinały
(do 3 zwycięstw)
| Data                     | Godz.                    | Gospodarz                    | Rezultat                                | Gość                             | Widzów                           | MVP                              | *                                |
| ------------------------ | ------------------------ | ---------------------------- | --------------------------------------- | -------------------------------- | -------------------------------- | -------------------------------- | -------------------------------- |
| Itas Trentino (1)        | Itas Trentino (1)        | Itas Trentino (1)            | 3 – 0                                   | (5) Gas Sales Bluenergy Piacenza | (5) Gas Sales Bluenergy Piacenza | (5) Gas Sales Bluenergy Piacenza | (5) Gas Sales Bluenergy Piacenza |
| 06.04.2025               | 18:00                    | Itas Trentino                | 3:2 (25:23, 23:25, 25:21, 23:25, 18:16) | Gas Sales Bluenergy Piacenza     | 4108                             | Riccardo Sbertoli                | raport                           |
| 13.04.2025               | 18:00                    | Gas Sales Bluenergy Piacenza | 2:3 (25:27, 25:15, 20:25, 25:22, 9:15)  | Itas Trentino                    | 3775                             | Alessandro Michieletto           | raport                           |
| 17.04.2025               | 20:30                    | Itas Trentino                | 3:1 (25:21, 22:25, 25:19, 25:18)        | Gas Sales Bluenergy Piacenza     | 4214                             | Flávio Gualberto                 | raport                           |
| Sir Susa Vim Perugia (2) | Sir Susa Vim Perugia (2) | Sir Susa Vim Perugia (2)     | 2 – 3                                   | (3) Cucine Lube Civitanova       | (3) Cucine Lube Civitanova       | (3) Cucine Lube Civitanova       | (3) Cucine Lube Civitanova       |
| 05.04.2025               | 20:30                    | Sir Susa Vim Perugia         | 3:0 (25:22, 25:19, 25:22)               | Cucine Lube Civitanova           | 5031                             | Massimo Colaci                   | raport                           |
| 12.04.2025               | 18:00                    | Cucine Lube Civitanova       | 2:3 (20:25, 25:18, 23:25, 25:21, 10:15) | Sir Susa Vim Perugia             | 4313                             | Ołeh Płotnycki                   | raport                           |
| 16.04.2025               | 20:30                    | Sir Susa Vim Perugia         | 2:3 (23:25, 25:20, 28:30, 25:22, 14:16) | Cucine Lube Civitanova           | 5288                             | Adis Lagumdzija                  | raport                           |
| 20.04.2025               | 15:20                    | Cucine Lube Civitanova       | 3:0 (25:23, 25:20, 25:21)               | Sir Susa Vim Perugia             | 2705                             | Francesco Bisotto                | raport                           |
| 24.04.2025               | 20:30                    | Sir Susa Vim Perugia         | 1:3 (29:27, 19:25, 17:25, 22:25)        | Cucine Lube Civitanova           | 5286                             | Mattia Bottolo                   | raport                           |

### Mecze o 3. miejsce
(do 2 zwycięstw)
| Data                     | Godz.                    | Gospodarz                    | Rezultat                                | Gość                             | Widzów                           | MVP                              | *                                |
| ------------------------ | ------------------------ | ---------------------------- | --------------------------------------- | -------------------------------- | -------------------------------- | -------------------------------- | -------------------------------- |
| Sir Susa Vim Perugia (2) | Sir Susa Vim Perugia (2) | Sir Susa Vim Perugia (2)     | 2 – 0                                   | (5) Gas Sales Bluenergy Piacenza | (5) Gas Sales Bluenergy Piacenza | (5) Gas Sales Bluenergy Piacenza | (5) Gas Sales Bluenergy Piacenza |
| 29.04.2025               | 20:30                    | Sir Susa Vim Perugia         | 3:1 (37:35, 25:18, 19:25, 25:18)        | Gas Sales Bluenergy Piacenza     | 3481                             | Sebastián Solé                   | raport                           |
| 03.05.2025               | 20:30                    | Gas Sales Bluenergy Piacenza | 2:3 (25:21, 21:25, 25:21, 17:25, 18:20) | Sir Susa Vim Perugia             |                                  | Yūki Ishikawa                    | raport                           |

### Finał
(do 3 zwycięstw)
| Data              | Godz.             | Gospodarz              | Rezultat                               | Gość                       | Widzów                     | MVP                        | *                          |
| ----------------- | ----------------- | ---------------------- | -------------------------------------- | -------------------------- | -------------------------- | -------------------------- | -------------------------- |
| Itas Trentino (1) | Itas Trentino (1) | Itas Trentino (1)      | 3 – 1                                  | (3) Cucine Lube Civitanova | (3) Cucine Lube Civitanova | (3) Cucine Lube Civitanova | (3) Cucine Lube Civitanova |
| 27.04.2025        | 18:30             | Itas Trentino          | 3:0 (25:20, 25:23, 25:21)              | Cucine Lube Civitanova     | 4182                       | Alessandro Michieletto     | raport                     |
| 01.05.2025        | 18:15             | Cucine Lube Civitanova | 3:0 (25:21, 25:21, 25:22)              | Itas Trentino              | 4402                       | Mattia Bottolo             | raport                     |
| 04.05.2025        | 15:20             | Itas Trentino          | 3:0 (25:22, 25:18, 25:18)              | Cucine Lube Civitanova     | 4282                       | Kamil Rychlicki            | raport                     |
| 07.05.2025        | 20:30             | Cucine Lube Civitanova | 2:3 (25:21, 26:28, 17:25, 25:20, 9:15) | Itas Trentino              | 4403                       | Alessandro Michieletto     | raport                     |

## Transfery[20]
| Sir Susa Vim Perugia | Sir Susa Vim Perugia |
| Przychodzą | Odchodzą |
| --- | --- |
| - Yūki Ishikawa (Allianz Milano) - Agustín Loser (Allianz Milano) - Alessandro Piccinelli (Cisterna Volley) - Nicola Cianciotta (BCC Tecbus Castellana Grotte) - Francesco Zoppellari (Sonepar Padova) | - Wilfredo León (Bogdanka LUK Lublin) - Flávio Gualberto (Itas Trentino) - Gregor Ropret (Asseco Resovia Rzeszów) - Tim Held (Gioiella Prisma Taranto) - Alessandro Toscani (Sonepar Padova) |
| w trakcie sezonu | |
| - Łukasz Usowicz (od 05.03.2025) (GKS Katowice) | |

| Mint Vero Volley Monza | Mint Vero Volley Monza |
| Przychodzą | Odchodzą |
| --- | --- |
| - Erik Röhrs (SVG Lüneburg) - Taylor Averill (PGE Projekt Warszawa) - Luka Marttila (Montpellier UC) - Woo-jin Lee (Kyungpook University High School) - Ivan Zaytsev (Cucine Lube Civitanova) - Osmany Juantorena (Valsa Group Modena) - Leandro Mosca (Rana Verona) - Filippo Mancini (Consar RCM Rawenna) - Matteo Picchio (Campi Reali Cantù) | - Ran Takahashi (Suntory Sunbirds) - Eric Loeppky (Cucine Lube Civitanova) - Stephen Maar (Gas Sales Bluenergy Piacenza) - Nik Mujanović (Paris Volley) - Gianluca Galassi (Gas Sales Bluenergy Piacenza) - Francesco Comparoni (Yuasa Battery Grottazzolina) - Gabriele Mariani (OmiFer Palmi) - Flavio Morazzini (Abba Pineto) |
| w trakcie sezonu | |
| | - Ivan Zaytsev (do 26.12.2024) (Galatasaray HDI Stambuł) - Osmany Juantorena (do 06.03.2025) (problemy zdrowotne) |

| Allianz Milano | Allianz Milano |
| Przychodzą | Odchodzą |
| --- | --- |
| - Tatsunori Otsuka (Panasonic Panthers) - Yacine Louati (Asseco Resovia Rzeszów) - Jordan Schnitzer (Saint-Nazaire VB Atlantique) - Davide Gardini (Sonepar Padova) - Eduardo Caneschi (Gas Sales Bluenergy Piacenza) - Tommaso Barotto (Delta Group Porto Viro) - Matteo Staforini (MA Acqua San Bernardo Cuneo) | - Yūki Ishikawa (Sir Susa Vim Perugia) - Agustín Loser (Sir Susa Vim Perugia) - Osniel Melgarejo (Dinamo-LO) - Petar Đirlić (Cucine Lube Civitanova) - Marco Vitelli (Rana Verona) - Andrea Innocenzi (Banca Macerata Fisiomed MC) |

| Itas Trentino | Itas Trentino |
| Przychodzą | Odchodzą |
| --- | --- |
| - Flávio Gualberto (Sir Susa Vim Perugia) - Gabriel Garcia Fernández (Sonepar Padova) - Bela Bartha (Dinamo Bukareszt) - Nicola Pesaresi (Gruppo Consoli Sferc Brescia) - Marco Pellacani (Itas Trentino - juniorzy)) - Alessandro Bristot (Itas Trentino - juniorzy)) | - Marko Podraščanin (szuka klubu) - Wout D’Heer (Gioiella Prisma Taranto) - Matthieu Garcia (Valepa Sastamala) - Gabriele Nelli (Emma Villas Siena) - Oreste Cavuto (Gruppo Consoli Sferc Brescia) - Domenico Pace (Cisterna Volley) - Martin Berger (Banca Macerata Fisiomed MC) |

| Cucine Lube Civitanova | Cucine Lube Civitanova |
| Przychodzą | Odchodzą |
| --- | --- |
| - Eric Loeppky (Mint Vero Volley Monza) - Porija Hosejn Khanzadeh (Foolad Sirdżan) - Petar Đirlić (Allianz Milano) - Davi Tenorio (Grupo Herce Soria) - Santiago Orduna (Farmitalia Catania) - Mattia Boninfante (Valsa Group Modena) - Giovanni Maria Gargiulo (Gioiella Prisma Taranto) | - Luciano De Cecco (Valsa Group Modena) - Marlon Yant Herrera (Zenit Petersburg) - Jakob Thelle (Le Plessis-Robinson VB) - Ivan Zaytsev (Mint Vero Volley Monza) - Simone Anzani (Valsa Group Modena) - Enrico Diamantini (Cisterna Volley) - Matheus Motzo (Evolution Green Aversa) |

| Gas Sales Bluenergy Piacenza | Gas Sales Bluenergy Piacenza |
| Przychodzą | Odchodzą |
| --- | --- |
| - Efe Mandıracı (Arkas Spor Izmir) - Stephen Maar (Mint Vero Volley Monza) - Moussé Gueye (Barkom-Każany Lwów) - Uroš Kovačević (Ural Ufa) - Gianluca Galassi (Mint Vero Volley Monza) - Alessandro Bovolenta (Consar Rawenna) - Nicola Salsi (Hypo Tirol Innsbruck) - Luca Loreti (Kemas Lamipel Santa Croce) | - Ricardo Lucarelli (JTEKT Stings) - Joandry Leal (Lokomotiw Nowosybirsk) - Roamy Alonso (Gioiella Prisma Taranto) - Bruno Dias (Nice VB) - Francesco Recine (Toray Arrows) - Manuel Zlatanov (Consar Rawenna) - Eduardo Caneschi (Allianz Milano) - Fabrizio Gironi (Gioiella Prisma Taranto) - Nicolò Hoffer (Gruppo Consoli Sferc Brescia) |
| w trakcie sezonu | |
| - Michał Kędzierski (od 15.10.2024) (bez klubu) | - Michał Kędzierski (do 06.12.2024) (szuka klubu) |

| Rana Verona | Rana Verona |
| Przychodzą | Odchodzą |
| --- | --- |
| - Mads Kyed Jensen (MA Acqua San Bernardo Cuneo) - Konstantin Abajew (Lokomotiw Nowosybirsk) - Martin Chevalier (Aero Odolena Voda) - Marco Vitelli (Allianz Milano) | - Amin Esma’ilneżad (PGE GiEK Skra Bełchatów) - Aleks Grozdanow (Bogdanka LUK Lublin) - Nikola Jovović (NOWA Nowokujbyszewsk) - Leandro Mosca (Mint Vero Volley Monza) |
| w trakcie sezonu | |
| - Jordan Ewert (od 02.02.2025) (Saint-Nazaire VB Antlantique) | |

| Valsa Group Modena | Valsa Group Modena |
| Przychodzą | Odchodzą |
| --- | --- |
| - Luciano De Cecco (Cucine Lube Civitanova) - Paul Buchegger (Farmitalia Catania) - José Miguel Gutiérrez (Gioiella Prisma Taranto) - Sil Meijs (Numidia VC Limax) - Ahmed Ikhbayri (Hyundai Capital Skywalkers) - Simone Anzani (Cucine Lube Civitanova) - Jacopo Massari (Farmitalia Catania) - Pardo Mati (Kemas Lamipel Santa Croce) | - Bruno Rezende (Vôlei Renata/Campinas) - Anton Brehme (Jastrzębski Węgiel) - Maksim Sapożkow (Dinamo Moskwa) - Osmany Juantorena (Mint Vero Volley Monza) - Mattia Boninfante (Cucine Lube Civitanova) - Nicholas Sighinolfi (Conad Reggio Emilia) - Giulio Pinali (MA Acqua San Bernardo Cuneo) - Roberto Pinali (Gabbiano FarmaMed Mantova) |
| w trakcie sezonu | |
| - Nicolás Uriarte (od 27.02.2025) (Vôlei São José) | |

| Cisterna Volley | Cisterna Volley |
| Przychodzą | Odchodzą |
| --- | --- |
| - Willner Rivas (Qadsia SC) - Yuga Tarumi (Panasonic Panthers) - Enrico Diamantini (Cucine Lube Civitanova) - Domenico Pace (Itas Trentino) - Alessandro Fanizza (BCC Tecbus Castellana Grotte) | - Pavle Perić (PGE GiEK Skra Bełchatów) - Alessandro Piccinelli (Sir Susa Vim Perugia) - Andrea Rossi (Emma Villas Siena) - Lorenzo Giani (Aurispa Lecce) - Saverio De Santis (Conad Reggio Calabria) |

| Sonepar Padova | Sonepar Padova |
| Przychodzą | Odchodzą |
| --- | --- |
| - Benjamin Diez (PGE GiEK Skra Bełchatów) - Marko Sedlaček (Jastrzębski Węgiel) - Veljko Mašulović (OK Spartak Subotica) - Shay Liberman (Maccabi Tel Awiw) - Alessandro Toscani (Sir Susa Vim Perugia) - Mattia Orioli (Consar Rawenna) - Matteo Pedron (Campi Reali Cantù) | - Mathijs Desmet (Cuprum Stilon Gorzów S.A.) - Gabriel Garcia Fernández (Itas Trentino) - Wataru Taniguchi (AONS Milon) - Davide Gardini (Allianz Milano) - Francesco Zoppellari (Sir Susa Vim Perugia) - Tommaso Guzzo (Consar Rawenna) - Francesco Fusaro (Personal Time San Donà di Piave) |

| Gioiella Prisma Taranto | Gioiella Prisma Taranto |
| Przychodzą | Odchodzą |
| --- | --- |
| - Jan Zimmermann (Galatasaray HDI Stambuł) - Wout D’Heer (Itas Trentino) - Roamy Alonso (Gas Sales Bluenergy Piacenza) - Brodie Hofer (Enea Czarni Radom) - Diogo Fevereiro (SL Benfica Lizbona) - Tim Held (Sir Susa Vim Perugia) - Fabrizio Gironi (Gas Sales Bluenergy Piacenza) - Cosimo Balestra (BCC Tecbus Castellana Grotte) - Andrea Santangelo (Abba Pineto) | - Jeffrey Jendryk (szuka klubu) - Kyle Russell (AONS Milon) - Ángel Trinidad de Haro (CV Guaguas Las Palmas) - José Miguel Gutiérrez (Valsa Group Modena) - Hampus Ekstrand (Consar Rawenna) - Tomáš Badáň (Quincy University) - Lorenzo Sala (OmiFer Palmi) - Giovanni Maria Gargiulo (Cucine Lube Civitanova) - Giacomo Rafaelli (Gruppo Consoli Sferc Brescia) - Federico Bonacchi (Rinascita Lagonegro) |
| w trakcie sezonu | |
| - Jannis Hopt (od 21.01.2025) (Ceratonia Volleys Eltmann) | - Andrea Santangelo (do 09.01.2025) (Al-Ahly SC) |

| Yuasa Battery Grottazzolina | Yuasa Battery Grottazzolina |
| Przychodzą | Odchodzą |
| --- | --- |
| - Dušan Petković (Kuzbass Kemerowo) - Georgi Tatarow (Narbonne Volley) - Tsimafei Zhukouski (PSG Stal Nysa) - Gabrijel Cvanciger (HAOK Mladost Zagrzeb) - Danny Demyanenko (Montpellier UC) - Oleg Antonow (NOWA Nowokujbyszewsk) - Francesco Comparoni (Mint Vero Volley Monza) | - Rasmus Nielsen (Panathinaikos Ateny) - Matteo Lusetti (Sarroch Polisportiva) - Claudio Cattaneo (Emma Villas Siena) - Andrea Canella (Consar Rawenna) |
| w trakcie sezonu | |
| - Denisław Bardarow (od 06.01.2025) (CSKA Sofia) | - Matteo Schalk (do 06.01.2025) (Narbonne Volley) |